# Kerk van Grootegast
De hervormde kerk van Grootegast is een eenvoudige zaalkerk die gebouwd werd in de zeventiende eeuw. De kerk werd in 1829 volledig verbouwd en kreeg toen zijn huidige exterieur. De zijmuren en achtermuur hebben grote rondboogvensters, de voorzijde wordt gekenmerkt door drie ronde vensters. Het geheel witgepleisterde gebouw heeft aan de voorzijde een dakruiter met een klok uit 1983. De oudere klok uit 1611 is gescheurd en daardoor niet meer bruikbaar.
In 1756 werd de predikant van Grootegast en Doezum, ds. Johannes Smook, door een bende overvallen. Hij werd vastgebonden en van muntgeld en zilver beroofd. Zijn huishoudster werd door de overvallers om het leven gebracht.